# Кривцов, Никита Сергеевич
Ники́та Серге́евич Кривцо́в (род. 18 августа 2002, Володарск, Нижегородская область) — российский футболист, полузащитник клуба «Краснодар» и сборной России.

## Ранние годы
Кривцов родился 18 августа 2002 года в Володарске. Отец работал грузчиком на заводе, мать — на птицефабрике. Именно отец привил ему любовь к футболу: «Когда я был маленьким, папа приходил с завода и садился смотреть футбол, а я составлял ему компанию», — вспоминал футболист.
Кривцов учился в местной школе, после чего поступил в педагогический колледж.

## Клубная карьера
Кривцов начал заниматься футболом в Володарске под руководством тренера Сергея Команова. В 2010 году, в возрасте восьми лет, в связи с переходом Команова на руководящую должность в детско-юношескую спортивную школу «Салют» в Дзержинске, Кривцов продолжил тренировки в этом городе. Его главным тренером в «Салюте» стал Олег Шеин, позднее к тренерскому штабу присоединился Салават Галеев.
В подростковом возрасте проходил несколько просмотров в академии «Чертаново» (в общей сложности около полугода), а также в «Спартаке». Ни в одном из клубов закрепиться не удалось, в том числе из-за отсутствия возможности проживания в Москве. Изначально Кривцов играл на позиции нападающего, позднее тренер Александр Галеев перевёл его в центральную зону полузащиты. В школе увлёкся футбольным фристайлом, что, по его словам, помогло развитию техники и чувства мяча.
В 2020 году футболист перешёл в клуб «Муром», где его тренером стал Владимир Казаков, однако в официальных матчах команды так и не дебютировал. Из-за пандемии COVID-19 сезон прервался, а после смены тренера Кривцов был отчислен из клуба. Летом того же года Кривцов вместе с Казаковым продолжил карьеру в владимирском «Торпедо».

### «Торпедо» (Владимир)
24 июля 2020 года Кривцов подписал контракт с владимирским «Торпедо». Дебютировал на профессиональном уровне во Второй лиге 10 августа 2020 года, а первый гол забил 9 октября 2020 года в матче против «Смоленска».
После одной из тренировок футболист в неформальной беседе выразил партнёрам нежелание выполнять предложенный тренировочный объём, что стало известно тренерскому штабу. Тренер «Торпедо» Дмитрий Вязьмикин перевёл игрока в запас на несколько матчей, ограничивая его игровое время. После этого Кривцов изменил подход к тренировочному процессу, что позволило ему вернуться в основной состав.
В сезоне 2020/21 принял участие в 14 матчах чемпионата, забил два мяча, а также провёл два матча в Кубке России, отметившись одним мячом.

#### Аренда в «Томь»
В феврале 2021 года Кривцов на правах аренды перешёл в «Томь», где главным тренером был Александр Кержаков. В 15 матчах, оставшихся до конца сезона, он забил четыре гола, отдал четыре результативные передачи и был признан лучшим игроком команды по итогам сезона.
Летом того же года вокруг Кривцова возник скандал, связанный с его агентскими отношениями. Официальным представителем футболиста значился Александр Маньяков, однако фактические вопросы трудоустройства решал тренер Владимир Казаков, не имевший агентской аккредитации. Игрок проигнорировал договорённости Маньякова о просмотрах в клубах «Велес» и «Шинник», что привело к жалобе в РФС. По итогам разбирательства Кривцов получил условную дисквалификацию на месяц, а его сторона выплатила Маньякову компенсацию в размере трёх миллионов рублей.
После этого Кривцов вернулся во владимирское «Торпедо» и своим голом помог команде выйти в элитный раунд Кубка России.

### «Краснодар»
15 августа 2021 года Кривцов перешёл из владимирского «Торпедо» в «Краснодар» за 55 миллионов рублей. Эта сумма оказалась значительно выше изначально согласованной. Оформление трансфера затянулось из‑за требований руководства Владимирской области, так как клуб финансировался из регионального бюджета. 29 августа 2021 года Кривцов дебютировал за «Краснодар-2» в первенстве ФНЛ в матче против «Балтики», отметившись забитым мячом.
В сезоне 2021/22, 13 сентября, он впервые вышел на поле в матче чемпионата России за основную команду — в игре против «Ростова» (1:1) заменил Юрия Газинского. 30 апреля 2022 года забил свой первый гол в РПЛ, также в ворота «Ростова». 15 мая, в матче против ЦСКА, отличился дальним ударом — этот мяч болельщики признали самым красивым голом сезона. Всего в чемпионате Кривцов провёл 20 матчей и забил два мяча.
Сезон 2022/23 стал более результативным: в чемпионате России он сыграл 20 матчей и забил шесть мячей, став третьим бомбардиром команды. В 2023 году Кривцов получил разрыв мениска и из‑за травмы пропустил финал Кубка России, в котором «Краснодар» уступил ЦСКА в серии пенальти. В розыгрыше турнира он провёл семь матчей и забил два мяча. Для «Краснодара» этот финал стал первым в истории клуба. По итогам сезона Кривцов занял второе место в голосовании за звание лучшего молодого игрока РПЛ, набрав 223 балла.

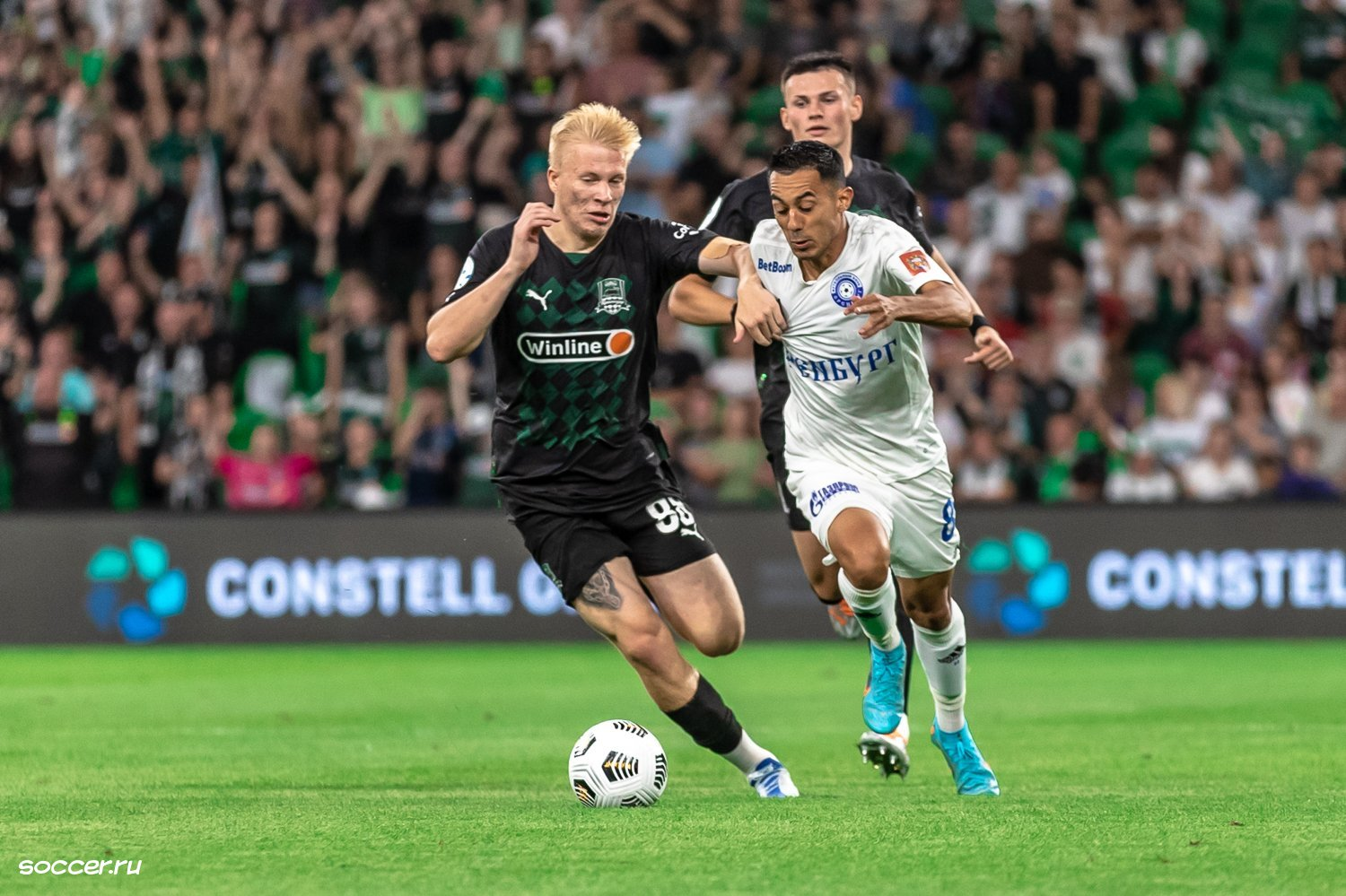
Кривцов в составе «Краснодара»

10 декабря 2023 года полузащитник забил победный гол на 90-й минуте матча против ЦСКА (1:0) — он был признан лучшим голом первой части сезона. В феврале 2024 года футболист продлил контракт с клубом до 30 июня 2029 года, а сумма отступных была установлена в размере 30 миллионов евро. По итогам чемпионата 2023/24 он принял участие во всех 30 матчах.
В сезоне 2024/25 Кривцов провёл в чемпионате 27 матчей и забил пять мячей, а всего за сезон во всех турнирах отличился шесть раз. В Кубке России он забил один мяч, но команда завершила турнир на стадии четвертьфинала. 24 мая 2025 года, в последнем туре чемпионата, «Краснодар» впервые в истории стал чемпионом России, обыграв московское «Динамо» со счётом 3:0. Кривцов вышел на замену на 58-й минуте и на 81-й забил второй мяч команды.

## Карьера в сборной
В июне 2021 года Кривцов получил первый вызов в молодёжную сборную России под руководством Михаила Галактионова. За команду до 21 года он провёл два матча против Болгарии и Сербии.
20 ноября 2023 года дебютировал за национальную сборную России в товарищеском матче против Кубы (8:0), отметившись забитым мячом.

## Статистика

### Клубная
| Выступление        | Выступление      | Выступление      | Лига | Лига | Кубки | Кубки | Еврокубки | Еврокубки | Итого | Итого |
| Клуб               | Лига             | Сезон            | Игры | Голы | Игры  | Голы  | Игры      | Голы      | Игры  | Голы  |
| ------------------ | ---------------- | ---------------- | ---- | ---- | ----- | ----- | --------- | --------- | ----- | ----- |
| Торпедо (Владимир) | ПФЛ              | 2020/21          | 14   | 2    | 1     | 0     | —         | —         | 15    | 2     |
| Торпедо (Владимир) | ПФЛ              | 2021/22          | 0    | 0    | 1     | 1     | —         | —         | 1     | 1     |
| Торпедо (Владимир) | Итого            | Итого            | 14   | 2    | 2     | 1     | 0         | 0         | 16    | 3     |
| → Томь             | ФНЛ              | 2020/21          | 15   | 4    | 0     | 0     | —         | —         | 15    | 4     |
| → Томь             | Итого            | Итого            | 15   | 4    | 0     | 0     | 0         | 0         | 15    | 4     |
| → Краснодар-2      | ФНЛ              | 2021/22          | 4    | 1    | —     | —     | —         | —         | 4     | 1     |
| → Краснодар-2      | Вторая лига      | 2024/25          | 3    | 0    | —     | —     | —         | —         | 3     | 0     |
| → Краснодар-2      | Итого            | Итого            | 7    | 1    | —     | —     | —         | —         | 7     | 1     |
| Краснодар          | Премьер-лига     | 2021/22          | 20   | 2    | 2     | 0     | —         | —         | 22    | 2     |
| Краснодар          | Премьер-лига     | 2022/23          | 20   | 6    | 7     | 2     | —         | —         | 27    | 8     |
| Краснодар          | Премьер-лига     | 2023/24          | 30   | 2    | 5     | 1     | —         | —         | 35    | 3     |
| Краснодар          | Премьер-лига     | 2024/25          | 27   | 5    | 8     | 1     | —         | —         | 35    | 6     |
| Краснодар          | Премьер-лига     | 2025/26          | 5    | 2    | 2     | 0     | —         | —         | 7     | 2     |
| Краснодар          | Итого            | Итого            | 102  | 17   | 24    | 4     | 0         | 0         | 126   | 21    |
| Всего за карьеру   | Всего за карьеру | Всего за карьеру | 138  | 24   | 26    | 5     | 0         | 0         | 164   | 29    |

1. ↑  ПФЛ, ФНЛ, Премьер-лига.
2. ↑  Кубок России, Суперкубок России.
3. ↑  Лига Европы.

### Сборная
Сборная России
| № | Дата            | Оппонент | Счёт | Голы | Пасы | Карточки | Минуты  | Соревнование      |
| - | --------------- | -------- | ---- | ---- | ---- | -------- | ------- | ----------------- |
| 1 | 20 ноября 2023  | Куба     | 8:0  | 74′  | —    | —        | 45' 46' | Товарищеский матч |
| 2 | 5 сентября 2024 | Вьетнам  | 3:0  | —    | —    | —        | 45' 45' | Товарищеский матч |
| 3 | 15 ноября 2024  | Бруней   | 11:0 | 57′  | 1    | —        | 60' 60' | Товарищеский матч |

Итого: сыграно матчей: 2 матча / забито голов: 1; победы: 2, ничьи: 0, поражения: 0.
Молодёжная сборная России
| № | Дата        | Оппонент | Счёт | Голы | Пасы | Карточки | Минуты  | Соревнование      |
| - | ----------- | -------- | ---- | ---- | ---- | -------- | ------- | ----------------- |
| 1 | 3 июня 2021 | Болгария | 1:0  | —    | —    | —        | 45' 46' | Товарищеский матч |
| 2 | 6 июня 2021 | Сербия   | 0:0  | —    | —    | —        | 45' 46' | Товарищеский матч |

Итого: сыграно матчей: 2 матча / забито голов: 0; победы: 1, ничьи: 1, поражения: 0.

## Достижения
«Краснодар»
- Чемпион России: 2024/25
- Серебряный призёр чемпионата России: 2023/24
- Финалист Кубка России: 2022/23